# Eugenio Emanuele di Savoia-Villafranca
Eugenio Emanuele Giuseppe Maria Paolo Francesco Antonio di Savoia-Villafranca-Soissons (Parigi, 14 aprile 1816 – Torino, 15 dicembre 1888) è stato un principe e ammiraglio italiano, appartenente alla famiglia reale italiana nel ramo dei Savoia-Villafranca, III conte di Villafranca e principe di Carignano dal 22 aprile 1834.

## Biografia
Figlio di Giuseppe Maria e di Pauline de Quelen de Vauguyon, era cugino di Carlo Alberto di Savoia, il quale a posteriori rese legittime le nozze morganatiche dei suoi genitori.
Dopo essere stato allievo nella Regia Scuola Militare di Marina di Genova, incominciò la propria carriera nella neonata Marina sabauda, divenendo, dopo alcuni anni di crociere, nel luglio 1834 luogotenente di vascello. Il 17 maggio 1834 passò nell'Esercito come capitano nel Reggimento «Novara Cavalleria». Con gli anni scalò i gradi di ambedue le armi: colonnello nel 1836 a capo del Reggimento «Piemonte Reale Cavalleria», capitano di vascello l'anno successivo, maggiore generale di cavalleria nel 1841 e contrammiraglio nel 1842. Nel 1844 divenne luogotenente generale e comandante generale della Marina sarda, a capo della quale rimase fino al 1851, congedandosi con il grado onorario di ammiraglio.
Fu riconosciuto nella condizione di Principe del Sangue, con il trattamento di Altezza Serenissima, e quindi autorizzato a fare uso del titolo di principe di Savoia-Carignano con lettere patenti datate 28 aprile 1834. Nelle patenti non ve n'era esplicita concessione ma Eugenio, da quella data in poi, con il consenso del re, prese il titolo d'uso di principe di Carignano, a lui attribuito in varie pubblicazioni governative.
Nel febbraio 1842, su mediazione dell'ambasciatore sardo a Vienna, Vittorio Balbo Bertone conte di Sambuy, per interessamento del principe di Metternich, il principe Eugenio, con l'assenso del re Carlo Alberto, trattò con emissari dell'Impero del Brasile, il matrimonio con la principessa ereditaria Gennara di Braganza; impossibilitati a trovare un accordo per divergenze su alcune clausole prematrimoniali, il tentativo non andò a buon fine. Il mancato matrimonio vide il forte disappunto del principe di Metternich, che temeva, da politico, che eventuali nozze della principessa con altri pretendenti potesse generare un'alleanza con qualche principe germanico o con qualche figlio dell'Infante Don Francisco da Paola di Spagna, a tutto discapito dell'Austria.
Nel 1843 strinse un forte legame sentimentale con Maria Carolina d'Asburgo-Lorena, sorella maggiore di Maria Adelaide d'Asburgo-Lorena; nel settembre dello stesso anno re Carlo Alberto, approvando la scelta, chiese ufficialmente la mano della ragazza all'imperatore d'Austria. Il principe Eugenio, in vista delle nozze, incominciò a predisporre le dimore, ottenendo in appannaggio Palazzo Carignano e la villa di campagna Vigna della Regina; su quest'ultima residenza, in pessime condizioni che avrebbero obbligato a un dispendioso restauro, incominciò una trattativa con re Carlo Alberto per avere in cambio la villa di Stupinigi. A inizio dicembre il conte di Sambuy consegnò al principe Cancelliere d'Austria il progetto di contratto di matrimonio; le condizioni di salute della principessa Maria Carolina si fecero tuttavia sempre più serie e a gennaio del 1844 morì. La perdita della futura sposa gettò nel più totale sconforto il principe Eugenio, che per lungo tempo non volle più unirsi con nessun'altra principessa, rifiutando ogni proposta che gli veniva fatta anche di fronte al giustificato motivo di risolvere un qualche problema politico.
Per i suoi stretti legami con la Casa Reale fu il parente designato dai sovrani come luogotenente generale del regno quando questi proclamarono la guerra e andarono al fronte: nel marzo 1848 alla proclamazione della prima guerra di indipendenza con Carlo Alberto, nel 1849, nel 1859 e nel 1866 con Vittorio Emanuele II.
Vittorio Emanuele II gli concesse la qualifica e il trattamento di Altezza Reale con decreto datato 29 marzo 1849.
Ebbe uguale compito nel 1860 e nel 1861 durante la transizione dell'ex Granducato di Toscana e del Regno delle Due Sicilie verso il neo-costituito Regno d'Italia. Prese parte all'assedio di Gaeta contro Francesco II delle Due Sicilie, dove si meritò la medaglia d'oro al valore militare con regio decreto 13 aprile 1861 "per essersi distinto quale luogotenente generale di S. M. il Re nelle province meridionali, Gaeta 1861."
Fu il primo presidente del Consorzio nazionale per l'ammortamento del debito pubblico, costituito nel 1866.
Muore a Torino il 15 dicembre 1888. Il solenne funerale venne celebrato il 18 dicembre dal cardinale Gaetano Alimonda, arcivescovo di Torino, nella chiesa della Gran Madre di Dio. Riposa nella cripta reale della basilica di Superga, sulle alture del capoluogo piemontese.

## Matrimonio e figli
Sposò a Torino il 25 novembre 1863 Felicita Crosio Canestro (Vercelli, 4 maggio 1844 - Riva San Lorenzo, 1911). Da questo matrimonio ebbe i seguenti figli:
- Maria Paola Vittoria (1866-1919), sposò il barone Edoardo Nasi
- Maria Teresa Gabriella (1867-1949), sposò Giulio Cesare Marenco, conte di Moriondo
- Maria Eugenia (1871-1964), sposò il marchese Giuseppe Gropallo
- Giuseppe Maria Emanuele Filiberto (1873-1933), conte di Villafranca, sposò a Torino il 9 novembre 1898 Clotilde Carolina Fauda[5]
- Carlo Eugenio (1875-1876)
- Vittorio Emanuele (1876-1913)
- Eugenio (1880-1948), sposò Silvia Ceriana
- Maria Annunziata (1879-1887)

Le Regie Lettere Patenti del 14 settembre 1888, concesse da Umberto I, convalidarono come morganatico il matrimonio del principe Eugenio di Savoia-Carignano con Felicita Crosio Canestro e riconobbero alla famiglia Villafranca-Soissons il titolo di conti, trasmissibile per linea diretta maschile.
Il titolo comitale di Villafranca Soissons fu ereditato dal figlio primogenito Giuseppe Maria Emanuele Filiberto Villafranca Soissons.

## Ascendenza
|                                                                   |                                                                                  |                                                    | Genitori                                             |  |  | Nonni |  |  | Bisnonni                           |  |  | Trisnonni                             |  |
|                                                                   |                                                                                  |                                                    |                                                      |  |  |       |  |  | Luigi Vittorio di Savoia-Carignano |  |  | Vittorio Amedeo I di Savoia-Carignano |  |
|                                                                   |                                                                                  |                                                    |                                                      |  |  |       |  |  | Luigi Vittorio di Savoia-Carignano |  |  | Vittorio Amedeo I di Savoia-Carignano |  |
|                                                                   |                                                                                  | Maria Vittoria Francesca di Savoia                 |                                                      |  |  |       |  |  | Luigi Vittorio di Savoia-Carignano |  |  |                                       |  |
| Eugenio Ilarione di Savoia-Carignano, Conte di Villafranca        |                                                                                  |                                                    |                                                      |  |  |       |  |  | Luigi Vittorio di Savoia-Carignano |  |  |                                       |  |
|                                                                   |                                                                                  | Cristina Enrichetta d'Assia-Rheinfels-Rotenburg    | Ernesto Leopoldo d'Assia-Rheinfels-Rotenburg         |  |  |       |  |  |                                    |  |  |                                       |  |
|                                                                   |                                                                                  | Cristina Enrichetta d'Assia-Rheinfels-Rotenburg    | Ernesto Leopoldo d'Assia-Rheinfels-Rotenburg         |  |  |       |  |  |                                    |  |  |                                       |  |
|                                                                   |                                                                                  | Cristina Enrichetta d'Assia-Rheinfels-Rotenburg    | Eleonora Maria Anna di Löwenstein-Wertheim-Rochefort |  |  |       |  |  |                                    |  |  |                                       |  |
| Giuseppe Maria di Savoia-Villafranca, Conte di Villafranca        |                                                                                  | Cristina Enrichetta d'Assia-Rheinfels-Rotenburg    |                                                      |  |  |       |  |  |                                    |  |  |                                       |  |
|                                                                   |                                                                                  | Jean François Nicolas Magon, Signeur de Boisgarein | Jean-Baptiste Magon, Seigneur de La Giclais          |  |  |       |  |  |                                    |  |  |                                       |  |
|                                                                   |                                                                                  | Jean François Nicolas Magon, Signeur de Boisgarein | Jean-Baptiste Magon, Seigneur de La Giclais          |  |  |       |  |  |                                    |  |  |                                       |  |
|                                                                   |                                                                                  | Jean François Nicolas Magon, Signeur de Boisgarein | Marie Françoise Rosalie Nouail, Mademoiselle du Parc |  |  |       |  |  |                                    |  |  |                                       |  |
| Elisabeth Anne Magon de Boisgarin                                 |                                                                                  | Jean François Nicolas Magon, Signeur de Boisgarein |                                                      |  |  |       |  |  |                                    |  |  |                                       |  |
|                                                                   |                                                                                  | Louise de Caruel                                   | Louis de Caruel, Signeur de Merey                    |  |  |       |  |  |                                    |  |  |                                       |  |
|                                                                   |                                                                                  | Louise de Caruel                                   | Louis de Caruel, Signeur de Merey                    |  |  |       |  |  |                                    |  |  |                                       |  |
|                                                                   |                                                                                  | Louise de Caruel                                   | Angélique des Acres de l'Aigle                       |  |  |       |  |  |                                    |  |  |                                       |  |
| Eugenio Emanuele di Savoia-Carignano                              |                                                                                  | Louise de Caruel                                   |                                                      |  |  |       |  |  |                                    |  |  |                                       |  |
|                                                                   | Antoine de Quelen de Stuer de Caussade, Duca di La Vauguyon et Prince de Carency | Nicolas de Quélen                                  |                                                      |  |  |       |  |  |                                    |  |  |                                       |  |
|                                                                   | Antoine de Quelen de Stuer de Caussade, Duca di La Vauguyon et Prince de Carency | Nicolas de Quélen                                  |                                                      |  |  |       |  |  |                                    |  |  |                                       |  |
|                                                                   | Antoine de Quelen de Stuer de Caussade, Duca di La Vauguyon et Prince de Carency | Madeleine de Bourbon                               |                                                      |  |  |       |  |  |                                    |  |  |                                       |  |
| Paul François de Quelen de Stuer de Caussade, Duca di La Vauguyon | Antoine de Quelen de Stuer de Caussade, Duca di La Vauguyon et Prince de Carency |                                                    |                                                      |  |  |       |  |  |                                    |  |  |                                       |  |
|                                                                   |                                                                                  | Marie Françoise de Béthune                         | Paul François de Béthune, Duca di Charost            |  |  |       |  |  |                                    |  |  |                                       |  |
|                                                                   |                                                                                  | Marie Françoise de Béthune                         | Paul François de Béthune, Duca di Charost            |  |  |       |  |  |                                    |  |  |                                       |  |
|                                                                   |                                                                                  | Marie Françoise de Béthune                         | Julie Christine Régine Gorge d'Entraigues            |  |  |       |  |  |                                    |  |  |                                       |  |
| Pauline de Quelen de La Vauguyon                                  |                                                                                  | Marie Françoise de Béthune                         |                                                      |  |  |       |  |  |                                    |  |  |                                       |  |
|                                                                   |                                                                                  | Charles Armand de Pons, Conti di Roquefort         | N de Pons, Conti di Roquefort                        |  |  |       |  |  |                                    |  |  |                                       |  |
|                                                                   |                                                                                  | Charles Armand de Pons, Conti di Roquefort         | N de Pons, Conti di Roquefort                        |  |  |       |  |  |                                    |  |  |                                       |  |
|                                                                   |                                                                                  | Charles Armand de Pons, Conti di Roquefort         | Charlotte Armande de Rohan                           |  |  |       |  |  |                                    |  |  |                                       |  |
| Marie-Antoinette Rosalie de Pons, Conti di Roquefort              |                                                                                  | Charles Armand de Pons, Conti di Roquefort         |                                                      |  |  |       |  |  |                                    |  |  |                                       |  |
|                                                                   |                                                                                  | Gabrielle Rosalie Le Tonnelier                     | François Victor Le Tonnelier                         |  |  |       |  |  |                                    |  |  |                                       |  |
|                                                                   |                                                                                  | Gabrielle Rosalie Le Tonnelier                     | François Victor Le Tonnelier                         |  |  |       |  |  |                                    |  |  |                                       |  |
|                                                                   |                                                                                  | Gabrielle Rosalie Le Tonnelier                     | Marie Anne Angélique Charpentier d'Ennery            |  |  |       |  |  |                                    |  |  |                                       |  |
|                                                                   |                                                                                  | Gabrielle Rosalie Le Tonnelier                     |                                                      |  |  |       |  |  |                                    |  |  |                                       |  |